# Jeu d'argent
 (juin 2025).
Si vous disposez d'ouvrages ou d'articles de référence ou si vous connaissez des sites web de qualité traitant du thème abordé ici, merci de compléter l'article en donnant les références utiles à sa vérifiabilité et en les liant à la section « Notes et références ».

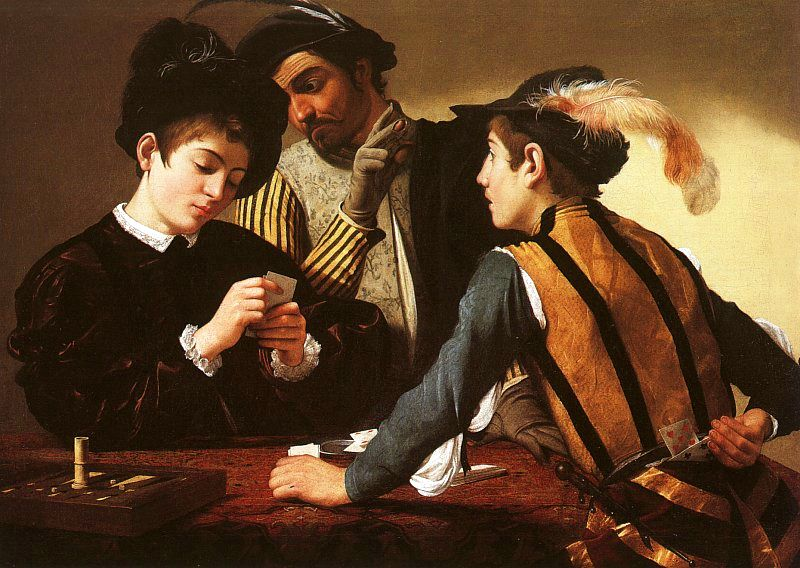
Le Caravage, Les Tricheurs, 1594-1595.

Le jeu d’argent est la pratique d’un jeu associée à un intéressement financier à l’issue de la partie.
Chaque joueur engage un certain montant financier dans le jeu, qui sera tout ou partie perdu, ou qui sera augmenté en cas de gain.
Ces jeux sont pour la plupart des jeux de hasard pur, ou de hasard raisonné.
La prudence est de mise pour éviter la ruine du joueur.
Les probabilités de gains des différents types de jeu sont variables et une bonne gestion des mises et de ses cartes peuvent permettre de réaliser quelques gains.
Cependant, il faut bien garder à l’idée que les chances de gagner sont rarement égales aux chances de perdre. Un joueur sera forcément perdant au long terme au vu des probabilités variables selon les jeux (et les établissements pour les machines à sous par exemple).
Un peut aussi devenir addict au jeu d'argents, ce qui peut provoquer des déficits budgétaires, donc un endettement. Cela peut aussi amener au péril la famille du joueur, si lui possède une descendance.

## Types de jeux d’argent
On trouve différents types de jeux dans cette catégorie :
- le poker : jeu de cartes et de hasard raisonné
- le blackjack : jeu de cartes et de hasard raisonné
- les loteries : jeu de hasard pur
- la roulette : jeu de hasard pur
- les machines à sous : jeu de hasard pur
- Le Thimbell : jeu de dé

Il est à noter que ces types de jeux disposent en général d’un mécanisme (taxe ou probabilités calculées) pour qu’une partie des montants financiers misés reviennent à l’organisateur.
Pour établir une bonne stratégie ou bien gérer ses mises, il est important de connaître ou calculer ses probabilités de gain, et les pourcentages des gains redistribués.
Il est aussi possible de citer d’autres types de pratiques comme les martingales ou le comptage des cartes, mais les organisateurs de ces jeux ont en général déjà pris toutes les mesures nécessaires pour éviter qu’elles soient applicables : limitation des mises, utilisation de multiples jeux de cartes, calcul des probabilités et espérances de gains, mise en place des cases 0 sur les roulettes, taux de redistribution des machines à sous et des loteries.

## Histoire
Le jeu remonte à la période du Paléolithique, avant l’histoire écrite.

### Mésopotamie
En Mésopotamie, les plus anciens dés à six faces remontent à environ 3000 avant notre ère. Cependant, ils étaient basés sur des astragales datant déjà de plusieurs milliers d’années.

### Chine
En Chine, les maisons de jeu étaient répandues au premier millénaire avant notre ère, et les paris sur les combats d’animaux étaient courants. Les jeux de loterie et les dominos (précurseurs du Pai Gow) sont apparus en Chine dès le Xe siècle.
Les cartes à jouer sont apparues au IXe siècle en Chine. Les documents attestent du jeu en tant que pratique au Japon remontant au moins au XIVe siècle.

### Italie
À partir du XVIe siècle, en même temps que débute un conclave, apparait, dans un premier temps à Rome puis dans toute l'Italie, des pratiques parieuses structurées enserrant la vacance du trône pontifical. Il est aussi aisé que fréquent de parier de sommes d'argent sur le futur pape, grâce à un système de courtiers adossés aux banques romaines.
Le premier casino connu, le Ridotto, a commencé à fonctionner en 1638 à Venise, en Italie.

### Grande-Bretagne
Le jeu a été une activité récréative majeure en Grande-Bretagne depuis des siècles. La reine Elizabeth I a octroyé une charte de loterie qui a été tirée en 1569. Les courses de chevaux sont un thème favori depuis plus de trois siècles. Elles ont été fortement réglementées. Historiquement, une grande partie de l’opposition provient des protestants non-conformistes et des réformateurs sociaux,.

### États-Unis
Le jeu est une activité populaire aux États-Unis depuis des siècles. Il a également été réprimé par la loi dans de nombreuses régions depuis presque aussi longtemps. Au début du XXe siècle, le jeu était pratiquement uniformément interdit dans tout le pays, ce qui en faisait une activité largement illégale, favorisant ainsi la croissance de la mafia américaine et d’autres organisations criminelles,. La fin du XXe siècle a été marquée par une évolution des mentalités à l’égard du jeu et un assouplissement des lois le régissant.
Le poker, le jeu de cartes le plus populaire aux États-Unis associé aux jeux d’argent, est dérivé du jeu persan As-Nas, qui remonte au XVIIe siècle.

## Jeux d’argent en ligne
Les jeux d’argent sont largement pratiqués dans les casinos mais depuis les années 2000, ils se sont développés en ligne. L’arrivée du numérique coïncide avec une nouvelle manière de jouer et propose une diversité plus importante de jeux, comme les paris sportifs et hippiques, les jeux de grattage, le poker, les jeux de casinos ou encore les jeux de tirage…
Il existe environ 800 sociétés, hébergées dans 70 pays différents qui proposent : plus de 4 000 sites de machines à sous virtuelles, 600 sites de jeux de casino en ligne, 300 de bingo en ligne, 260 de paris sportifs et 240 sites de poker en ligne. Tous les jours de nouveaux casinos en ligne, plus ou moins légaux et certifiés arrivent sur le marché. Bien que l’autorité nationale des jeux essaye de sévir à l’encontre des mauvais élèves, il arrive que certains arrivent à passer entre les mailles du filet.
Le développement à grande échelle des jeux d’argent en ligne a conduit à une augmentation du nombre de joueurs. En effet, entre 2012 et 2013, on est passé de 1,2 million à 1,7 million de joueurs, ce qui représente une augmentation de 14 %. En 2021, l’ANJ comptabilisait plus de 5,4 millions de comptes actifs sur les casinos en ligne, rien qu’en France.
La législation a évolué pour autoriser les jeux d’argent en ligne, aux fins d’encadrer la pratique, qui se développait en ligne à l’étranger, et avec l’objectif de lutter contre les sites illégaux.

### Lutte contre les sites illégaux
L’ANJ n’a pas de prise directe sur les sites illégaux de jeux en ligne : il ne lui appartient pas d’exercer une répression contre ces sites, son rôle étant concentré sur la régulation de l’offre légale. Les poursuites contre les personnes exploitant de tels sites relèvent donc de la compétence des juridictions pénales, à la condition que la loi française soit compétente.
Si le site mettant à disposition des jeux en ligne illicites est hébergé à l’étranger, la loi française ne sera compétente que s’il est orienté vers le public français ; une telle orientation peut résulter de la rédaction du site en langue française et, éventuellement, de la possibilité de parier sur des compétitions sportives françaises (ce seul élément pourrait toutefois ne pas être suffisant).
En application de l’article 61 de la loi du 12 mai 2010, le président de l’ANJ, d’office ou saisi par le ministère public ou toute personne physique ou morale ayant intérêt à agir, a la possibilité d’adresser une mise en demeure à « la personne dont l’offre de jeux d’argent et de hasard en ligne est accessible sur le territoire français et qui ne peut se prévaloir de l’une des dérogations mentionnées à l’article L. 320-6 du Code de la sécurité intérieure ».
Dans le même sens, le Parlement européen tend peu à peu à prendre conscience des problématiques de contrôle des jeux d’argent en ligne.
À l’occasion d’une résolution du 10 septembre 2013, il a pu en outre affirmer que « les jeux d’argent et de hasard en ligne constituent une forme d’exploitation commerciale du sport et que, alors que le secteur se développe constamment au rythme des innovations technologiques, les États membres éprouvent des difficultés pour contrôler le secteur des jeux d’argent et de hasard en ligne du fait de la nature spécifique de l’internet, ce qui comporte le risque d’encourager les violations des droits des consommateurs et expose le secteur à des enquêtes dans le contexte de la lutte contre le crime organisé »[réf. nécessaire].

#### Au sein de l’UE
L’Union européenne regorge de pays aux mœurs divergentes, y compris au sujet des jeux d’argent, plus particulièrement des jeux d’argent en ligne. Certains pays, comme l’Italie, la Belgique, l’Irlande, la France ou d’autres pays d’Europe de l’Est, tels que la Lituanie, Malte et la Bulgarie, autorisent et régulent le marché des jeux d’argent en ligne.
À l’inverse, certains pays ont fait le choix d’une relative sévérité au sujet des jeux d’argent. Par exemple, en Belgique, depuis 2011, les jeux d’argent et les paris sont réglementés par des organismes gouvernementaux. Depuis le 31 octobre 2018, la publicité liée aux sites de jeux d’argent est interdite. La publicité n’est autorisée que sur les sites de paris ou dans les émissions sportives en direct.
La Finlande est, elle, partisane d’une politique centralisée ; en effet, les jeux d’argent sont entièrement réglementés par l’agence Veikkaus. En ce sens, l’agence et la police finlandaise mènent des enquêtes sur la publicité illégale et sur les diverses activités illégales menées par les sites de jeux d’argent et de paris en ligne.
Enfin, si l’on prend l’exemple de l’Italie, en 2018, celle-ci promulgue une interdiction générale de toutes les formes de publicité pour les jeux de hasard (SMS, annonce dans les médias, bannières en ligne, etc). Cette interdiction est légèrement assouplie en 2019, certains casinos pouvant désormais entrer en contact avec leur clientèle sous des conditions précises.
Cette dynamique est observable dans plusieurs pays de l’Union qui prohibaient jusqu’alors les jeux d’argent en ligne.
C’est le cas de l’Allemagne, qui était réfractaire au sujet des jeux d’argent en ligne dans les années 2010, mais qui, aujourd’hui, fait marche arrière. En effet, l’Allemagne a adopté le troisième traité d’État sur les jeux d’argent en 2019. Selon les nouvelles règles, les opérateurs peuvent demander des licences pour les paris sportifs, ce à quoi ils n’étaient pas autorisés auparavant. Plus récemment, en 2021, le traité allemand inter-États sur les jeux de hasard a finalement légalisé les paris sportifs et les jeux d’argent en ligne. Pour autant, une telle légalisation s’accompagne de certaines régulations, notamment en vue de protéger les joueurs et prévenir la dépendance aux jeux d’argent.

#### Hors UE
En dehors du cadre communautaire de l’Union européenne, d’autres pays, auparavant frileux à l’idée de légaliser les jeux d’argent, en ligne notamment, font aujourd’hui preuve d’une plus grande souplesse.
C’est notamment le cas des États-Unis, qui, depuis quelques années, tentent de sécuriser davantage les plateformes, avec pour finalité d’en bannir les pratiques illégales.
En outre, en 2006, les États-Unis adoptent la loi UIGEA permettant de contrôler certaines transactions et de déceler des opérations illégales.
Aujourd’hui, les jeux d’argent en ligne sont légalisés aux États-Unis, mais il appartient à chaque État de décider s’il souhaite autoriser cette activité – et dans quelles conditions.
Ce même cadre est observable dans d’autres pays, tels que l’Australie.

## Législation européenne
Les interventions de l’Union européenne dans le domaine des jeux sont relativement restreintes. Elles sont limitées à quelques domaines spécifiques et sont mises en œuvre non par le biais de la législation, mais plutôt par des recommandations et des échanges de bonnes pratiques.
Le droit de l’Union européenne sur cette question est principalement établi par la jurisprudence. En l’absence de textes législatifs spécifiques régissant ce domaine, c’est la Cour de justice de l’Union européenne qui interprète ce que le droit de l’Union autorise ou interdit en matière de jeux d’argent et de hasard. Bien que cette activité économique soit unique et que les spécificités nationales soient prononcées, la Cour reconnaît aux États membres une marge de manœuvre significative en matière de réglementation des jeux d’argent. Elle a ainsi affirmé à plusieurs reprises qu’il appartient aux États membres de déterminer l’étendue de la protection qu’ils souhaitent assurer sur leur territoire en matière de jeux d’argent, en tenant compte des particularités socioculturelles et des considérations d’ordre moral, religieux ou culturel propres à chaque pays.
Cependant, la Cour de justice de l’Union européenne veille à ce que les législations adoptées soient cohérentes et proportionnées. Elle a ainsi jugé que la publicité éventuellement mise en œuvre par le titulaire d’un monopole public doit rester « mesurée et strictement limitée à ce qui est nécessaire pour canaliser […] les consommateurs vers les réseaux de jeu autorisés ».
Dans le même sens, la Cour de justice de l’Union européenne a admis à plusieurs reprises que l’octroi de droits exclusifs à un opérateur soumis à un contrôle étroit des pouvoirs publics peut permettre de mieux protéger les consommateurs contre la fraude et de lutter plus efficacement contre la criminalité dans le secteur des jeux d’argent et de hasard en ligne.
En outre, le Parlement européen a proposé que les États membres prennent davantage de mesures pour prévenir l’offre illégale de services de jeux d’argent et de hasard en ligne, par exemple en établissant une liste noire des fournisseurs de jeux d’argent et de hasard illicites. En pratique, on constate en effet une meilleure prévention et une meilleure réglementation des offres illégales de services de jeux d’argent et de hasard en ligne.

## Législation française
Sous l’Ancien Régime, les différents monarques prohibaient la pratique des jeux de hasard, comme ce fut le cas de Saint Louis en 1254, interdiction renouvelée par Charles IV en 1319, Charles V en 1369, Charles X en 1560 et Henri III en 1577. Les jeux de hasard était jugés contraires aux bonnes mœurs par l’Église catholique et dénoncés car ils entraînaient ruine et suicide. L’Église a toujours condamné la pratique des jeux de hasard, comme édicté durant les conciles de Latran en 1215, d’Albi en 1254, de Béziers en 1255, puis par le Concile de Mexique en 1585.
Les jeux d’argent étaient courants dans les cours royales sous Louis XIV. La pratique visait à attirer l’attention du roi en gagnant beaucoup d’argent. La pratique du jeu s’est ensuite démocratisée dans la société, notamment par le biais des cabarets. La prohibition légale demeurait ; cependant, les casuistes de la fin du XVIIe et du début du XVIIIe siècle ont commencé à distinguer le jeu sage et modéré du jeu qui entraîne la ruine. Cependant, les critiques les plus virulentes du jeu ont été celles des philosophes des Lumières, qui condamnaient la passion du jeu car entraînant la ruine.
La pratique de la loterie, bien que proscrite sous l’Ancien Régime, fut consentie au XVIIIe siècle par un système d’autorisation du pouvoir royal. En effet, de nombreuses loteries clandestines étaient pratiquées ; de plus, la pratique de ces loteries était essentielle pour permettre à l’État, aux villes et aux établissements de collecter des ressources. Les loteries étaient désormais les seuls jeux de hasard autorisés en France.
Le parlement de Paris est un fort opposant à la pratique des jeux de hasard, qui, tout comme les moralistes, blâme le pouvoir royal de consentir à la pratique des loteries. Un arrêt de règlement impose à la police une application totale de la prohibition des jeux. La pratique des jeux devient alors clandestine.
Napoléon énonce un principe général d’interdiction des maisons de jeux de hasard dans un décret du 24 juin 1806, repris par le Code pénal de 1810. La prohibition générale des loteries est à nouveau annoncée en 1836. Mais, tout comme sous l’Ancien Régime, la proscription totale des jeux d’argent est impossible à mettre en place au XIXe siècle.
En 1891 est promulguée une loi visant à réglementer les courses de chevaux et paris hippiques. Par la suite, une loi fondamentale pour les jeux en France de 1807 autorise les cercles de jeux et les casinos dans les sites thermaux, sous réserve d’une autorisation du ministre de l’intérieur, laquelle fixe aussi le bénéfice brut perçu.
En 1930 est créé le Pari mutuel urbain (PMU), et la loterie nationale est mise en place en 1933 ; elle sert alors à l’État de moyen de percevoir des ressources et de faciliter le contrôle des jeux d’argent. La loterie nationale devient en 1976 le Loto national, puis en 1991 la Française des jeux, qui développe un grand nombre de produits (dont les jeux de grattage) au cours des années 1990. Jusqu'à la loi du 12 mai 2010, la FDJ détient le monopole des jeux de loteries et de paris sportifs en France. Elle détient désormais seulement le monopole des loteries.
Par principe, depuis la loi du 21 mai 1836 interdisant « les loteries de toutes espèces », les jeux d’argent de hasard sont prohibés – sauf exceptions prévues par le législateur. Ces exceptions couvrent les loteries (jeux de grattage ou de tirage), les paris hippiques, les jeux de casino (ou « de table »), les machines à sous et les paris sportifs. De telles dérogations ont été décidées au fil du temps, pour des motifs sociaux, budgétaires ou économiques.
Le législateur a en effet souhaité encadrer strictement l’ouverture du secteur des jeux d’argent, dans l’objectif de préserver l’ordre public, de protéger la santé des consommateurs et de prévenir toute activité frauduleuse.
Depuis la loi du 12 mai 2010 relative à l’ouverture à la concurrence et à la régulation du secteur des jeux d’argent et de hasard en ligne, le droit français distingue une offre de jeux proposée en réseaux physiques, dite « en dur », et une offre proposée « en ligne », avec :
- les loteries, confiées exclusivement à la Française des jeux (FDJ) ;
- les paris hippiques en dur, autorisés exclusivement aux sociétés de courses et confiés au Pari mutuel urbain (PMU) ;
- les paris sportifs en dur, sous droits exclusifs de la FDJ ;
- les jeux de casinos, réservés aux casinos physiques, opérés par des sociétés commerciales titulaires d’une concession d’exploitation ;
- les paris sportifs et hippiques et le poker en ligne, proposés par des opérateurs en concurrence agréés par l’État, dont la FDJ et le PMU.

Elle consacre également dans la loi la définition précise des différents segments de jeux exploités, afin que chaque acteur puisse développer ses activités dans un périmètre propre sécurisé
La réglementation en matière de jeux d’argent et de hasard telle que la définit l’article L.320-3 du Code de la sécurité intérieure (CSI) a pour objectif constant de limiter et d’encadrer l’offre et la consommation des jeux ainsi que d’en contrôler l’exploitation, afin, notamment, de prévenir le jeu excessif ou pathologique et de protéger les mineurs.
Pour garantir le respect de cet objectif, l’ordonnance nº 2019-1015 du 2 octobre 2019 réformant la régulation des jeux d’argent et de hasard a, d’une part, rénové le cadre légal des jeux d’argent et de hasard en France et, d’autre part, regroupé les différentes missions de régulation au sein de l’ANJ.

## Contrôles et sanctions
Le bon respect des obligations des opérateurs est contrôlé par l’Autorité Nationale des Jeux (ANJ) afin de protéger les consommateurs et les mineurs interdits de jeu.
La législation française prévoit des dispositions visant à contrôler l’usage des jeux de hasard, mais aussi les organismes de jeu en cas de manquement aux dispositions du Code de la sécurité intérieur et du Code pénal.
Le contrôle administratif par système d’agrément de l’Autorité nationale des jeux :
Par définition, le jeu de hasard est une opération offerte au public pour faire naître l’espérance d’un gain qui serait dû, même partiellement, au hasard et pour lesquelles un sacrifice financier est exigé de la part des participants. L’Autorité nationale des jeux (renvoi) est une autorité administrative, chargée de contrôler la conformité des organismes de jeu. L’ANJ procède à ce contrôle par un système d’agrément, qui liste les jeux autorisés. Il est nécessaire pour les organismes de jeux ou les sites de paris en ligne d’obtenir cet agrément pour pouvoir proposer leurs services légalement. De cette façon, l’ANJ lutte contre l’offre illégale de jeux d’argent.
En parallèle de l’Autorité nationale des jeux, qui est une autorité administrative, il existe d’autres organismes, comme le Service central des courses et jeux (SCCJ) de la Direction centrale de la police judiciaire. Le SCCJ réprime les infractions de droit commun dans le domaine des jeux et lutte contre les jeux clandestins ou illégaux, notamment en ligne. L’organisme contrôle aussi les acteurs afin de lutter contre le blanchiment d’argent et le financement du terrorisme. Enfin, le SCCJ a compétence pour réaliser des enquêtes administratives concernant les autorisations de « faire courir, d’entraîner et de monter » et procède à des enquêtes relatives aux infractions dans le monde hippique.
Contrairement à la règle d’autres pays comme l’Allemagne ou l’Italie, pour la France, l’infraction pénale de jeux d’argent et de hasard ne s’appliquent qu’aux organisateurs de jeux, non aux joueurs. Cette infraction a pour objectif de lutter contre le blanchiment d’argent ou encore le financement du terrorisme.
Ce droit pénal du jeu a pour objectif de protéger les citoyens contre les risques d’addiction ainsi que de fraude. Ce droit préserve aussi les intérêts des pouvoirs publics, car le secteur des jeux d’argent est une importante source de revenus pour l’État.
Il existe plusieurs infractions visées par le Code de sécurité intérieur, qui réprime notamment les offres illégales, mais toutes n’y sont pas mentionnées. La criminalité ayant fortement augmenté dans les années 1990 et 2000, les peines associées ont été renforcées par une loi de 2004. Conformément au principe d’égalité devant la loi, la loi du 12 mai 2010 a harmonisé les peines encourues pour les différentes infractions d’offres illégales de jeu. Désormais, la peine encourue peut aller jusqu’à trois ans d’emprisonnement et sept ans d’emprisonnement si l’infraction a été commise en bande organisée, outre une amende qui varie selon l’infraction commise. Des peines complémentaires, comme la confiscation des biens ayant servi à commettre le délit, peuvent être prononcées.

## Conséquences néfastes
Des études montrent que le jeu d’argent, malgré son attrait récréatif et ses possibilités de gains, peut entraîner une dépendance comportementale, une corrélation avec le taux de redistribution semblant un facteur d’accentuation. Cette dépendance peut avoir de graves conséquences dans la vie d’une personne, outre les problèmes physiques associés à l’abus de drogues et d’alcool. Le jeu pathologique se caractérise par la recherche de récupération des pertes financières et le soulagement de l’impuissance et de l’anxiété.
Au Royaume-Uni, des sociétés de paris ont été sanctionnées pour avoir diffusé des publicités trompeuses, prétendant à tort qu’une personne avait remboursé ses dettes et payé des frais médicaux grâce au jeu en ligne. Des amendes sont envisagées pour ces entreprises. Une étude de 2020 menée dans 32 pays a montré que plus il y a de jeux d’argent dans un pays, plus les prix des actions de ce pays sont volatiles.

## Protection des joueurs

### Mise en garde des joueurs
Les opérateurs doivent limiter les gratifications financières proposées, informer les joueurs des risques d’un jeu excessif par le biais de messages de mise en garde contre le jeu excessif ou pathologique et faire obstacle à la participation des mineurs, interdits de jeu.
En effet, l’encadrement des communications commerciales des opérateurs et le dispositif de prévention du jeu excessif et pathologique ont été récemment renforcés. Les publicités des opérateurs doivent être assorties d’un message de mise en garde contre le jeu excessif ou pathologique ainsi que d’un message faisant référence au système d’information et d’assistance. Ce message doit figurer sur chaque support publicitaire ou promotionnel et contenir notamment le numéro du service de communication en ligne du dispositif public d’aide aux joueurs mis en place sous la responsabilité de l’Agence nationale de santé publique. Certaines communications commerciales sont interdites, notamment celles incitant à une pratique de jeu excessive, ou banalisant ce type de pratique, celles contenant des déclarations infondées au sujet des chances qu’ont les joueurs de gagner ou des gains qu’ils peuvent espérer et celles suggérant que jouer peut constituer une solution à des difficultés personnelles, professionnelles, sociales ou psychologiques.

### Interdiction des jeux à crédit
La protection des joueurs passe d’abord par l’interdiction du jeu à crédit. L’article L. 320-17 du Code de la sécurité intérieure  affirme cette interdiction. Le deuxième alinéa de cet article prévoit qu’il est « interdit à tout opérateur de jeux d’argent ou de hasard, à tout dirigeant, mandataire social ou employé d’un tel opérateur ainsi qu’aux personnes que ces opérateurs autorisent à exploiter des postes d’enregistrement de jeux de consentir des prêts d’argent aux joueurs ou de mettre en place directement ou indirectement des dispositifs permettant aux joueurs de s’accorder des prêts entre eux ». Le non-respect de cette interdiction est sanctionné pénalement par l’article L. 324-7 du Code de la sécurité intérieure : la violation de ces interdictions est punie de 150 000 € d’amende.

## Les mineurs et les jeux d’argent

### Histoire de la protection juridique française des mineurs face aux jeux d’argent
L’attention française portée aux risques que peut entraîner la pratique des jeux d’argent et de hasard s’est renforcée au fil des années, notamment depuis la loi nº 2010-476 du 12 mai 2010 relative à l’ouverture à la concurrence et à la régulation du secteur des jeux d’argent et de hasard en ligne. Ce texte intègre la responsabilité publique de l’État face à l’enjeu sanitaire que représentent ces risques dès son premier article. Il prévoit ainsi que « les jeux d’argent et de hasard ne sont ni un commerce ordinaire, ni un service ordinaire ; dans le respect du principe de la subsidiarité, ils font l’objet d’un encadrement strict au regard des enjeux d’ordre public et de protection de la santé des mineurs”.
L’impératif prend d’autant plus de sens que les mineurs sont plus exposés aux risques, d’une part, par leur particulière vulnérabilité psychologique et, d’autre part, par leur mode de consommation des médias et donc de la publicité. C’est pourquoi l’article 3 de la loi nº 2010-476 du 12 mai 2010 relative à l’ouverture à la concurrence et à la régulation du secteur des jeux d’argent et de hasard en ligne prévoit que « [l]a politique de l’État en matière de jeux d’argent et de hasard a pour objectif de limiter et d’encadrer l’offre et la consommation des jeux et d’en contrôler l’exploitation » pour « 1° Prévenir le jeu excessif ou pathologique et protéger les mineurs ».
Toutefois, une lacune demeurait. Le droit français a été comblé face à la pression de la jurisprudence judiciaire et du nombre d’arrêts portant sur le poker. Le législateur a alors créé une définition, à côté de celles des jeux d’argent bien connus, du jeu de hasard, par essence lui aussi interdit aux mineurs. La loi nº 2014-344 du 17 mars 2014 prévoit alors que soient interdites « toutes opérations offertes au public, sous quelque dénomination que ce soit, pour faire naître l’espérance d’un gain qui serait dû, même partiellement, au hasard et pour lesquelles un sacrifice financier est exigé par l’opérateur de la part des participants ». Cette interdiction recouvre « les jeux dont le fonctionnement repose sur le savoir-faire du joueur »  (les articles L. 322-2 et L. 322-2-1 du Code de la sécurité intérieure intègrent dans la définition deux sortes de jeux contestés, les jeux d’adresse comme le poker et les jeux faussement gratuits).

### Une législation ancienne et construite par strates
Jusqu’à la Loi du 12 mai 2010, l’interdiction de jeu des mineurs existait mais relevait de dispositions règlementaires et concernait donc seulement certains domaines. Il existe ainsi pour les casinos l’article 14 du décret n° 59-1489 du 22 décembre 1959 portant réglementation des jeux dans les casinos des stations balnéaires, thermales et climatiques, ou pour les paris sportifs et les jeux de loterie le décret n° 2007-728 du 7 mai 2007 relatif à l’organisation et à l’exploitation des jeux de pronostics sportifs autorisés par l’article 42 de la Loi de finances pour 1985.

### Un encadrement législatif créant un principe de prohibition pour les mineurs
La France à très vite reconnu un principe d’interdiction de la pratique des jeux d’argent et de hasard aux mineurs, assortis de dérogations, dont l’ensemble est toujours repris par la jurisprudence tant nationale que européenne.
Il a été ainsi reconnu la prohibition générale des loteries en 1836, la réglementation des courses de chevaux et paris hippiques en 1891, la réglementation des casinos en 1907, la naissance du Pari Mutuel Urbain (PMU) en 1930 et de la Loterie nationale en 1933.
C’est l'ordonnance n° 2012-351 du 12 mars 2012 qui réunit ces règles dans le code de la sécurité intérieure aux articles L.320-1 à L. 324-10, renvoyant aux dispositions de la Loi de 2010 pour les jeux d’argent en ligne.
Le cadre législatif concernant les mineurs est très resserré et interdit presque toutes les pratiques de jeux d’argent et de hasard, sauf dérogation. Sont ainsi admis par exception : les lotos et les tombolas traditionnels lorsque les mises sont faibles, et les loteries publiques des fêtes foraines. La loi prévoit de plus que « Sont exceptées des dispositions des articles L. 322-1 et L. 322-2 les loteries d’objets mobiliers exclusivement destinées à des actes de bienfaisance, à l’encouragement des arts ou au financement d’activités sportives à but non lucratif, lorsqu’elles ont été autorisées par le maire de la commune où est situé le siège social de l’organisme bénéficiaire et, à Paris, par le préfet de police » (L.322-3 Code de la sécurité intérieure) ; « les lotos traditionnels, également appelés « poules au gibier «, « rifles « ou « quines «, lorsqu’ils sont organisés dans un cercle restreint et uniquement dans un but social, culturel, scientifique, éducatif, sportif ou d’animation sociale et se caractérisent par des mises de faible valeur, inférieures à 20 euros » (L.322-4) et « les loteries proposées au public à l’occasion, pendant la durée et dans l’enceinte des fêtes foraines » (L.322-5).

### Dispositifs de préventions face aux nouvelles pratiques de jeux
De nouvelles formes de jeux en ligne se développent en même temps que de nouveaux supports de jeux créant de nouveaux mode de connexion, passant pour l’essentiel par les smartphones. Ils sont très attractifs et potentiellement addictifs notamment avec le Freemium. Les freemium sont des applications disponibles gratuitement au téléchargement mais payantes pour certaines fonctionnalités, poussant à passer à une version payante. Ainsi, ces nouvelles formes sont fortement surveillées par les autorités publiques qui se doivent d’adapter les dispositifs juridiques pour les contrôler. En ce sens, face à son développement, la monnaie virtuelle nécessite d’être plus encadrée.

## Biais psychologiques
Les joueurs peuvent présenter différents biais cognitifs et motivationnels qui faussent la perception des probabilités d'événements et influencent leurs préférences en matière de jeux d'argent.
- Préférence pour les résultats probables. Lorsqu'ils doivent choisir parmi plusieurs options de jeux (par exemple, gagner/perdre, plus/moins), les joueurs ont tendance à préférer parier sur l'issue la plus probable. Ils ont une préférence pour les favoris dans les compétitions sportives et acceptent parfois des paris équilibrés sur les favoris, même si des paris plus favorables sont proposés sur l'issue moins probable (par exemple, une équipe outsider)[35].

- Biais d'optimisme/désirabilité. Les joueurs font preuve d'optimisme en surestimant la probabilité que des événements souhaités se produisent. Par exemple, les fans d'équipes outsiders (négligées au Québec) de la NFL préfèrent parier sur leur équipe à égalité plutôt que de parier sur le favori, que le montant du pari soit de 5 $ ou de 50 $[36].

- Réticence à parier contre les résultats souhaités. Les personnes hésitent à parier contre des résultats souhaités qui sont importants pour leur identité. Les joueurs sont réticents à parier contre la réussite de leurs candidats préférés lors des élections présidentielles américaines, ainsi que contre les équipes de baseball de la Major League, de football américain de la NFL et de basketball et de hockey universitaires de la NCAA. Par exemple, plus de 45 % des fans de la NCAA dans les études 5 et 6 ont refusé un pari réel gratuit de 5 $ contre leur équipe. Du point de vue psychologique, cette réticence crée un dilemme d'interdépendance, un conflit de motivation entre un gain monétaire à court terme et les avantages à long terme découlant de l'identification et de la loyauté envers une position, une personne ou un groupe que le parieur souhaite voir réussir. Sur le plan économique, cette décision conflictuelle peut être modélisée comme un compromis entre l'utilité du résultat obtenue en pariant contre (par exemple, l'argent) et les coûts diagnostiques qu'elle engendre (par exemple, la déloyauté). Les gens tirent des conclusions sur leurs croyances et leur identité à partir de leur comportement. Si une personne n'est pas sûre d'un aspect de son identité, comme le degré de valeur qu'elle accorde à un candidat ou à une équipe, le fait de parier contre peut lui signaler qu'elle n'est pas aussi engagée envers ce candidat ou cette équipe qu'elle le pensait initialement. Si le coût diagnostique de ce signal de soi et le changement d'identité qui en résulte sont importants, cela peut l'emporter sur l'utilité du résultat du pari contre, et ils peuvent même refuser des paris contre très généreux[37].

- Biais de ratio. Les joueurs préfèrent les jeux avec de moins bonnes chances qui sont tirés d'un grand échantillon (par exemple, tirer une boule rouge d'une urne contenant 89 boules rouges et 11 boules bleues) plutôt que des chances meilleures mais tirées d'un petit échantillon (par exemple, tirer une boule rouge d'une urne contenant 9 boules rouges et une boule bleue)[38].

- Fallacieux du joueur/biais de récence positive.

#### Jeux d'argent par pays
- Jeux d'argent en France ; Casino en France
- Liechtenstein